# Jornadas Europeas de Patrimonio
Las Jornadas del Patrimonio Europeo o European Heritage Days son una iniciativa conjunta del Consejo de Europa y de la Comisión Europea en la que participan 48 estados, todos ellos signatarios de la Convención Cultural Europea.
Nacieron en Francia para acercar el patrimonio a la ciudadanía, abriendo las puertas de monumentos que habitualmente estaban cerrados al público. Hoy acogen miles de actividades, de naturaleza muy variada (visitas y rutas guiadas, talleres infantiles, conferencias, concursos, degustaciones, exposiciones, festivales...), que se ofrecen gratuitamente o a precios muy reducidos. Ponen en valor el patrimonio cultural y natural, refuerzan su dimensión paneuropea y afianzan el derecho de acceso a la cultura, en línea con los principios del Convenio de Faro.

## Las Jornadas Europeas de Patrimonio en España
En España las Jornadas Europeas del Patrimonio se celebran bajo la coordinación del Instituto del Patrimonio Cultural de España (IPCE) entre septiembre y noviembre. 

## Las Jornadas Europeas de Patrimonio en Europa
- Alemania - Tag des offenen Denkmals
- Austria - Tag des Denkmals
- Escocia - Doors Open Days
- Eslovaquia - Dni európskeho kultúrneho dedičstva
- Francia - Journées Européennes du Patrimoine
- Hungría - Kulturális Örökség Napjai
- Países Bajos - Nationale Monumenten Estafette
- República Checa - Dny evropského dědictví
- Suiza - Europäischer Tag des Denkmals